# Mappa mundi babilonese

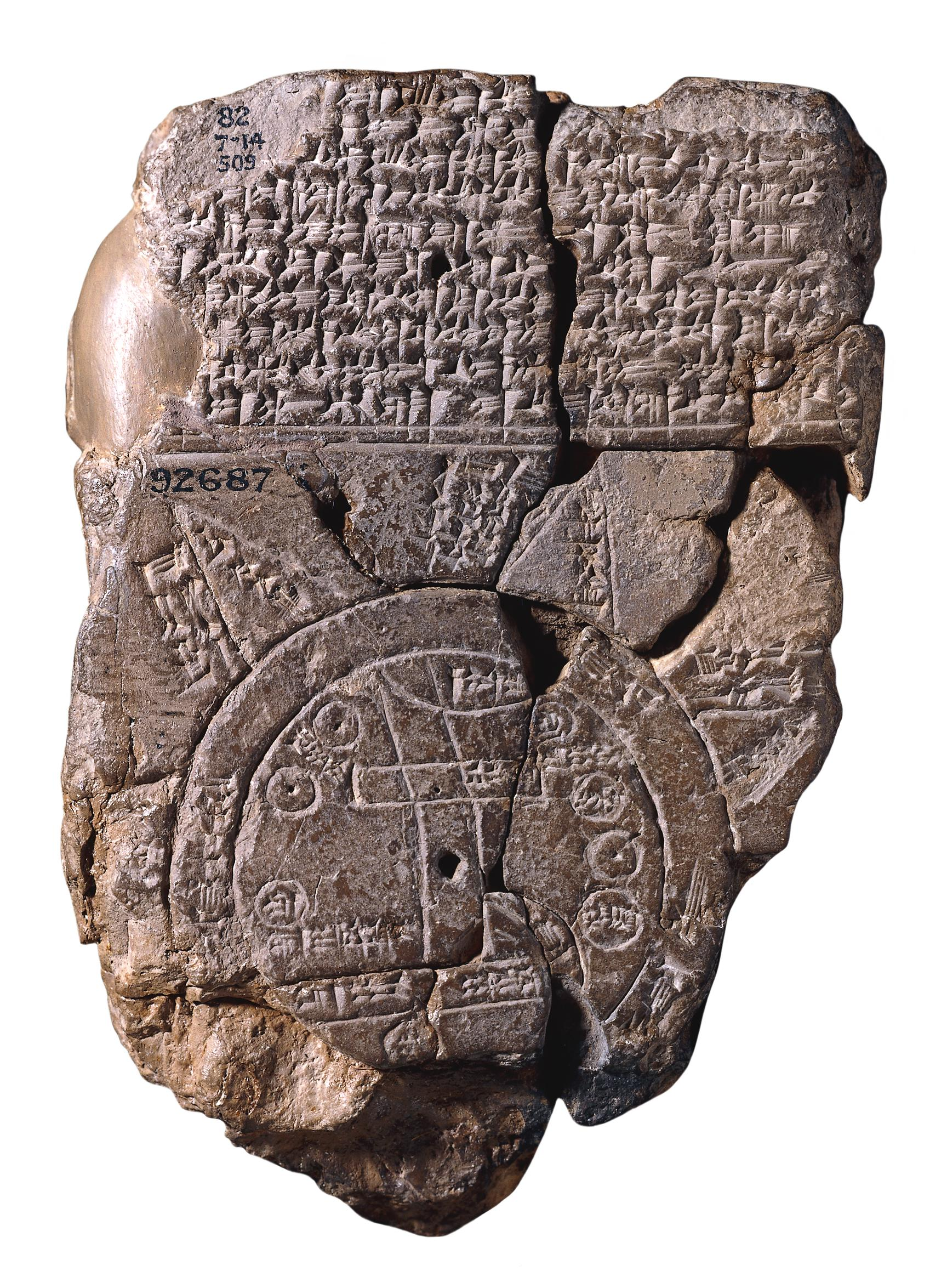
Mappa del mondo babilonese, ca 500 a.C.

La Mappa del Mondo (mappa mundi) babilonese, la cosiddetta Imago mundi Babylonica (c. 500 a.C.), è una rappresentazione cartografica, schematica e concettuale della superficie terrestre visto dall'alto attorno a Babilonia, in cui il mondo intero sembra essere un cerchio piatto circondato da un oceano a forma di corona circolare oltre il quale, però, si estendono alcune "lontane regioni" o "isole" a forma di triangoli. Lo schema ricorda la cosmografia arcaica, come risulta negli scritti di Omero ed Esiodo, in cui l'ecumene (oikouménē) è rappresentata come un disco piatto circondato dal fiume Oceano.
La mappa babilonese del mondo è incisa sulla superficie di una tavoletta tardo-babilonese conservata al British Museum di Londra (reperto BM 92687). Il manufatto è frammentario e incompleto e non se ne conoscono copie, né rappresentazioni analoghe. Si tratta, cioè, di un unicum inestimabile, ma del quale è difficile valutare la rappresentatività delle conoscenze geografiche dei popoli mesopotamici. Esso, tuttavia, ha influenzato enormemente l'opinione degli storici sulle conoscenze geografiche e cosmografiche del Vicino Oriente antico.

## Origine e collocazione della tavoletta
La mappa è incisa su una tavoletta d'argilla custodita nel British Museum (BM 92687) ed è stata pubblicata nel 1899 da F.E. Peiser. Un piccolo, ma interessante, frammento mancante è stato identificato e reinserito da I. Finkel nel 1995 (si veda la sua collocazione nelle pp. 6–7 della scheda da "Cartographic Images").
Non è chiaro se la tavoletta sia stata scoperta a Sippar, nell'Iraq meridionale sulla riva orientale dell'Eufrate, 97 km a nord di Babilonia, oppure a Borsippa.
La tavoletta è attribuita al periodo persiano (V secolo a.C.?), ma è una copia di un originale perduto risalente probabilmente al regno di Sargon II e, comunque, non più antico del IX secolo. Nella legenda inserita nel pittogramma, infatti, compaiono termini che non figurano in nessun testo antecedente a tale periodo.

## Simbologia e legenda geografica ed etnografica
La città di Babilonia è rappresentata da un rettangolo posto poco al di sopra del punto centrale della tavoletta ed è divisa dal corso dell'Eufrate, rappresentato da due linee parallele secondo una convenzione cartografica tipica anche di altri documenti babilonesi. Ancora più in alto una linea curva descrive una catena di montagne, mentre attorno a Babilonia si trovano i nomi di alcune nazioni o città, rappresentate tramite contorni circolari. Sulla sponda sinistra dell'Eufrate sono riportate: Urartu,Regno di Van, Armenia, Assiria, Der; vicino alla foce, sui due lati del fiume o del Golfo Persico: Elam (Susa) e Bit Yakini (il Paese del Mare). In alto sulla sponda destra Habban.
|  | 1. "Montagna" (acc.: šá-du-ú) 2. "Città" (acc.: URU) 3. Urartu (acc.: ú-ra-áš-tu) 4. Assiria (acc.: KURaš+šurKI) 5. Der (acc.: dēr) 6. ? 7. Palude (acc. : ap-pa-ru) 8. Elam (acc.: šuša) | 9. Canale (acc.: bit-qu) 10. Bit Yakin (acc.: bῑt-ia-᾿-ki-nu) 11. "Città" (acc.: URU) 12. Habban (acc.: ha-ab-ban) 13. Babilonia (acc.: tin.tirKI) 14 — 17. Acqua salata (acc.: idmar-ra-tum) 18. Grande muro (BÀD.GU.LA) 19 — 22. Regioni (acc.: na-gu-ú) |

Benché la collocazione direzionale delle entità geografiche circostanti Babilonia non sia corretta, la loro sequenza descrive efficacemente territori circostanti quello babilonese, percorsi in senso orario. Urartu, infatti, era un regno collocato sull'altopiano armeno, predecessore del Regno d'Armenia, a Nord dell'Assiria. Der, invece, si trovava più a Sud, nei pressi dell'odierna Badra a Est di Babilonia e a Nord-Ovest di Susa. Habban sembra fuori sequenza, perché spesso ipoteticamente identificata con una località minore presso Kermanshah, in territorio cassita a Nord di Susa. Sembrerebbe più coerente identificarla con la nota città/regione dello Yemen.
La geografia fisica comprende le montagne del altopiano armeno, da cui scendono l'Eufrate e il Tigri, le paludi della loro foce e forse il Golfo Persico, da identificare con "bit-qu" (canale). La rotazione del Golfo Persico di 90°, indispensabile per comprimere anche la costa meridionale della penisola arabica dentro il cerchio della mappa, rende ragione dell'anomala collocazione settentrionale di Habban.
La terra è circondata da un oceano ("mar-ra-tum", cioè "fiume di acqua amara") a forma di corona circolare oltre al quale si trovavano sette, o meglio otto, punte triangolari rappresentanti altre regioni della terra (na-gu-ú), due o tre delle quali, poste nella parte inferiore della tavoletta, sono oggi in cattivo stato di conservazione. La punta riportata in modo incompleto nel diagramma soprastante, dove è indicata col numero 18 dello schema, è stata completamente ripristinata nel 1995 grazie al frammento ricuperato da Finkel (vedi sopra). La sua didascalia recita: "Grande muro. Sei leghe (acc. : 'beru') nel mezzo dove non si vede il sole".

## Testi collegati
La mappa del mondo occupa due terzi del recto della tavoletta. Sull'ultimo terzo è contenuto un testo che elenca 18 costellazioni corrispondenti a dei sconfitti da Marduk secondo l'Enūma eliš e le cui immagini furono da lui poste ai bordi del "mare celeste", cioè l'emisfero australe della Volta celeste. Si tratta di costellazioni (solo in parte identificabili) che dovrebbero trovarsi nei pressi della fascia zodiacale.
Sul verso della stessa tavoletta, invece, è contenuto un testo cuneiforme che assegna un'interpretazione mitologica alle otto regioni esterne a forma triangolare.
Questi due testi potrebbero essere successivi alla mappa ed esservi stati associati nel V secolo soltanto.

## Orientamento della mappa
Occorre anzitutto chiedersi quale sia l'orientamento della mappa; cosa tutt'altro che chiara perché la collocazione reciproca degli enti geografici non è sufficientemente coerente e nessuna orientazione è completamente soddisfacente. Alcuni studiosi, perciò, considerano la tavoletta più uno schema ideologico che un prodotto cartografico.
La posizione dell'Eufrate suggerisce che la catena di montagne (indicata con "1" nel diagramma precedente) sia l'altopiano armeno e non gli Zagros, come ha proposto invece Kerrigan.); l'alto della mappa, quindi, rappresenterebbe approssimativamente il Nord- Ovest, la direzione da cui proveniva uno dei venti più importanti, sacro alla dea Ishtar.
Il Nord vero e proprio corrisponderebbe, quindi, circa alla punta 18, a cui il frammento ritrovato associa la dicitura "grande muro" (BÀD.GU.LA), probabilmente la catena del Caucaso, e soprattutto l'osservazione che in quel lontano paese il Sole non si vede mai, una deduzione forse ottenuta estrapolando la scoperta che le ore di Sole si riducono col crescere della latitudine. Questa caratterizzazione della direzione Nord sembra richiamare il IX capitolo dell'epopea di Gilgameš, in cui l'eroe attraversa una regione di oscurità proprio quando si muove da una regione montagnosa (quella del monte Mašu) in direzione Nord (ha, infatti, in faccia il vento del Nord).
Il testo nel verso della tavoletta associa ad alcune punte triangolari indicazioni che confortano questa scelta di orientamento, tanto che le punte sembrano quasi costituire una rosa dei venti a otto punte ante litteram. Le punte sembrano essere descritte percorrendo la rosa in senso orario a partire dalla punta Sud-Est, ma la descrizione delle prime due punte è perduta. Per l'ottava punta si afferma che lì sorge il Sole, in accordo con la sua collocazione a Est. Più vaghe, ma sempre utili, le indicazioni per la punta NE (presenza di bovini) e per quella SO (impossibilità per gli uccelli di andarci). I bovini potrebbero alludere alle pianure dell'Asia centrale, mentre in un altro testo mesopotamico una analoga indicazione che gli uccelli non possono giungervi è associata a una regione desertica. La punta NO, invece, sembra essere caratterizzata dalla presenza di alberi maestosi. Tornano alla mente i cedri del Libano e l'epica "Gilgameš e la foresta dei cedri".

## Oceano geografico e oceano cosmico
Molti studiosi, influenzati dalla tradizione greca antica di Omero ed Esiodo, hanno visto nell'oceano che compare nella Mappa del Mondo una realtà cosmica, che circonderebbe tutta la superficie terrestre per estendersi verso il mondo celeste. In questa ipotesi le punte sarebbero quasi dei ponti mitici verso le regioni celesti descritte subito dopo nel testo che segue sullo stesso lato della tavoletta.
Occorre, tuttavia, notare che la mappa rappresenta anche un contorno esterno del cosiddetto "oceano", quasi come se fosse un canale. Nella mappa, inoltre, mancano molti paesi lontani, ma ben noti in Mesopotamia da millenni: l'Egitto, l'isola di Creta, l'Anatolia e il territorio iranico aldilà della Susiana. L'oceano della mappa, allora, sarebbe stato semplicemente una rappresentazione simbolica della sequela di mari che circondano la Mesopotamia, dall'Oceano Indiano al Mar Rosso, al Mediterraneo, Mar Nero e infine Caspio. Le punte, allora, avrebbero semplicemente la funzione di segnalare l'esistenza di altre terre aldilà del territorio noto e rappresentabile. La mappa, quindi, avrebbe la funzione concettuale di schematizzare la struttura del mondo geografico noto, più che di tentarne una rappresentazione cartografica o di inserirlo in una rappresentazione cosmica.
Risulta, quindi, molto interessante confrontare questo tipo di rappresentazione concettuale con le analoghe rappresentazioni (dette Mappa Mundi o meglio Mappa orbis terrae) in uso nell'Europa medievale; epoca in cui, in realtà, la sfericità della Terra era ben riconosciuta in base a una più che millenaria tradizione culturale risalente alle pratiche speculative e osservative della filosofia e dell'astronomia greca di epoca classica ed ellenistica. Anche queste rappresentazioni sono circolari e piane e, non appena ci si allontani dal mondo conosciuto, vi compaiono elementi mitici: in estremo oriente viene abitualmente riportato il paradiso terrestre e, addirittura, a Sud viene talvolta rappresentato il territorio degli antipodi.